# Safari Rally (film)
Pour les articles homonymes, voir Safari Rally.
Pour plus de détails, voir Fiche technique et Distribution.
Safari Rally (Seimila chilometri di paura) est un film d'action italo-kényan réalisé par Bitto Albertini et sorti en 1978.

## Synopsis
Deux coéquipiers, l'aîné Paul Stark et le cadet Joe Massi sont deux pilotes de rallye. Ils sont rivaux dans les compétitions automobiles mais aussi à la ville quand Paul découvre qu'il existe une liaison entre sa femme Sandra et Joe. De plus, Paul se rend bientôt compte que Joe aimerait prendre sa place de capitaine de l'équipe de course automobile et tente de boycotter sa participation au Rallye Safari. Joe participe quand même mais ne gagne pas car il court pour aider Paul, qui a eu un très grave accident. Aucun d'entre eux ne franchit la ligne d'arrivée.

## Fiche technique
- Titre français : Safari Rally[1]
- Titre original : Seimila chilometri di paura ou 6000 km di paura[2]
- Réalisation : Bitto Albertini
- Scenario :	Piero Regnoli
- Photographie :	Sandro Mancori
- Montage : Carlo Broglio
- Musique : Carlo Rustichelli
- Décors : Francesco Vanorio
- Costumes : Valeria Valenza
- Production : Enzo Gallo
- Société de production : Italvision (Rome), Harun Mutari (Nairobi)
- Pays de production :  Italie -  Kenya
- Langue originale : Italien
- Format : Couleurs par Telecolor - 2,35:1 - Son mono - 35 mm
- Durée : 90 minutes
- Genre : Film d'action
- Dates de sortie :
  - Italie : 8 juillet 1978
  - France : 1980 (Sud-Est)[1]

## Distribution
- Marcel Bozzuffi : Paul Stark
- Olga Bisera : Sandra Stark
- Joe Dallesandro : Joe Massi
- Eleonora Giorgi : Lucile Davis
- Enzo Fiermonte :
- Percy Hogan :
- Lee De Barriault :

## Exploitation
Le film a été présenté en 1978 par l'actrice Olga Bisera, pour l'occasion vêtue d'une combinaison de rallye ignifugée, dans l'émission Domenica In, animée par son créateur Corrado.